# Astragalus ortholobiformis
Astragalus ortholobiformis är en ärtväxtart som beskrevs av Georgji Prokopievič Sumnevicz. Astragalus ortholobiformis ingår i släktet vedlar, och familjen ärtväxter. Inga underarter finns listade i Catalogue of Life.